# ジル・バークレム
ジル・バークレム（Jill Barklem、1951年5月23日 - 2017年11月15日）はイギリスの絵本作家、イラストレーター。代表作は「のばらの村のものがたり（Brambly Hedge）」。

## 略歴
1951年にロンドン郊外のエピング (Epping) で誕生。13歳の時に網膜剥離を患い、手術を受けることになる。視力は回復したものの、再発を防ぐために激しい運動をすることができなくなってしまった。体育の授業にも参加できなくなり、図書室で自習したり美術室で絵を描いているうちに美術や生物学に関心を持つようになった。
ロンドンにあるセント・マーチンズ美術学校でイラストレーションとグラフィックデザインを4年間学び、卒業後には子供向けの本の挿絵をいくつか手がけている。
彼女はエピングからロンドンまで地下鉄で通学していたが、満員電車の中にいることが苦痛で想像の世界に逃げ込み、それらをメモ書きやラフスケッチとしてスケッチブックに書き留めていたという。さまざまな空想や自然の風景からインスピレーションを受け、やがてそれらはねずみたちが自給自足で暮らす牧歌的な物語になっていった。
1977年、26歳でデヴィッド・バークレムと結婚。夫に自分の絵本を描くように勧められ、それまで描きためていたスケッチを出版社に持ち込む勇気を得る。それらは後に「のばらの村のものがたり」として結実し、1980年に春夏秋冬の物語を描いた4冊組の絵本として発売された。
1982年にボローニャ国際児童図書展エルバ賞を受賞。
夫と娘、息子と共にエピングの森 (Epping Forest) の近くで暮らしていた。
2017年、66歳で死去。

## 作品一覧

### のばらの村のものがたり
1980年〜1994年にイギリス・ハーパーコリンズ社より発行。日本語訳は講談社発行。訳者は岸田衿子（監訳 前田豊司）。
シリーズ一覧
- 春のピクニック (Brambly Hedge : Spring Story)
- 小川のほとりで (Brambly Hedge : Summer Story)
- 木の実のなるころ (Brambly Hedge : Autumm Story)
- 雪の日のパーティ (Brambly Hedge : Winter Story)
- ひみつのかいだん (Brambly Hedge : The Secret Staircase)
- ウィルフレッドの山登り (Brambly Hedge : The High Hills)
- 海へいった話 (Brambly Hedge : Sea Story)
- ポピーのあかちゃん (Brambly Hedge : Poppy's Babies)

コンプリート・ブック
- のばらの村 四季物語 (Four Seasons of Brambly Hedge)

春夏秋冬の4つの物語を1冊にまとめたコンプリート・ブック。作者のジル・バークレムのインタビューも収録。
- 愛蔵版のばらの村のものがたり 全8話

シリーズ8冊を1冊にまとめたコンプリート・ブック。
その他
- はる・なつ・あき・ふゆ (Brambly Hedge Poster Book)

春夏秋冬の4つの物語のイラストを使用したポスターブック。
- ジル・バークレムの世界 のばらの村をたずねて

ガイドブック。作者のジル・バークレム、日本語訳の岸田衿子のインタビューの他、江國香織による寄稿もあり。
- A Visit to Brambly Hedge ISBN 9780001983458

2000年に発行されたガイドブック。担当編集者であるジェーン・フィオー (Jane Fior) との共著。作品に登場した料理のレシピやラフスケッチ等を収録。日本語訳は未発売。